# Carl von Bardolff
Carl Freiherr von Bardolff (als Carl Bardolff; * 3. September 1865 in Graz, Steiermark; † 17. Mai 1953 ebenda) war promovierter Jurist, Berufsoffizier, Feldmarschallleutnant der k.u.k. Armee im Ersten Weltkrieg, von 1932 bis 1937 Vorsitzender des Deutschen Klubs in Wien, SA-Oberführer und zog 1938 für die NSDAP in den deutschen Reichstag ein. Außerdem war er zeit seines Lebens Schriftsteller, der sich ausschließlich mit militärischen Themen befasste.

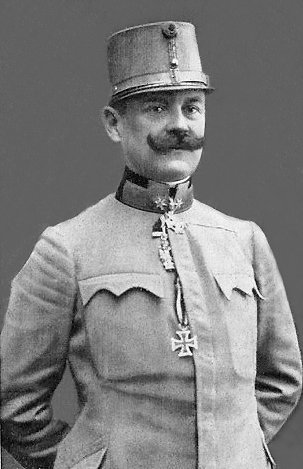
Bardolff als Generalmajor, 1915

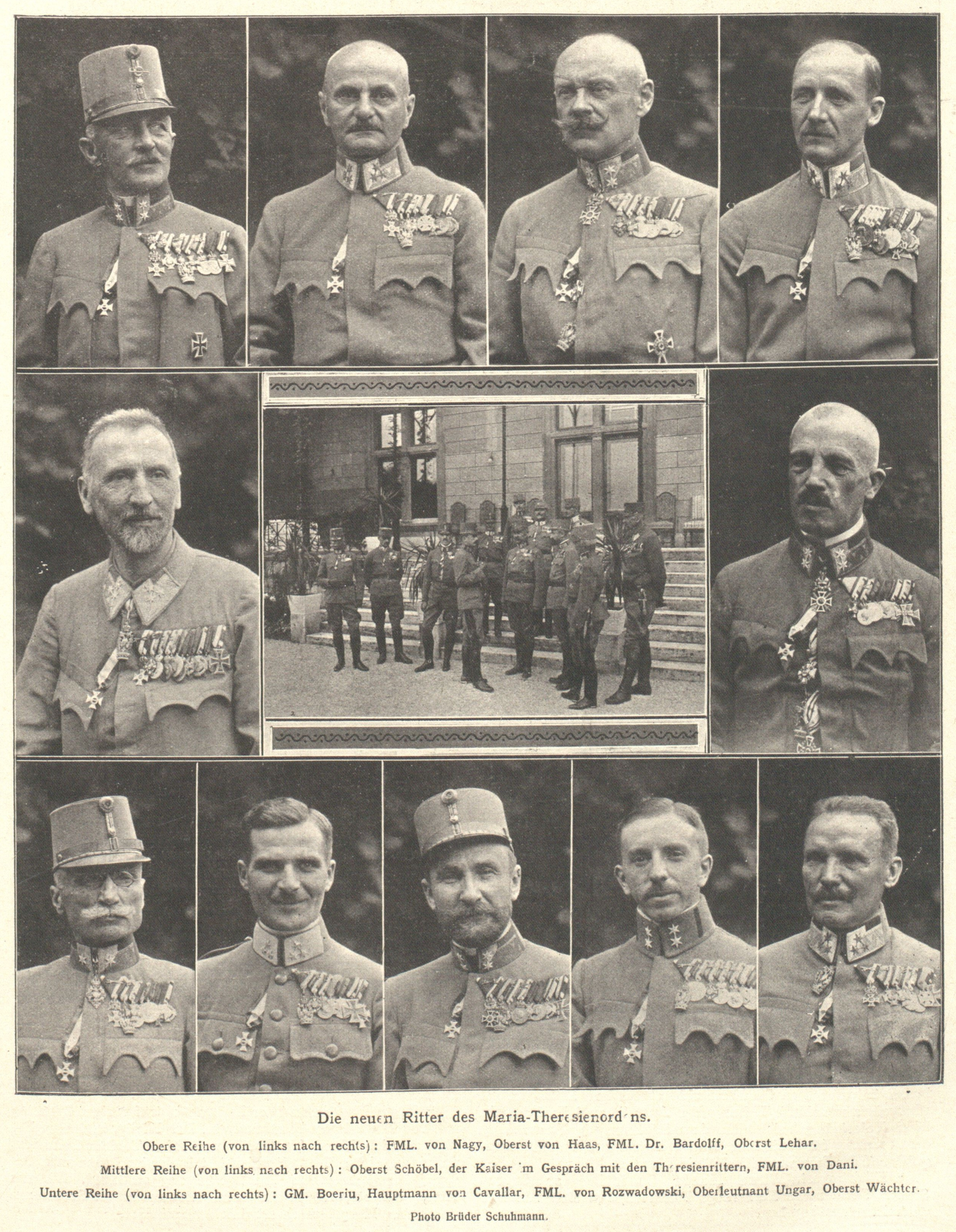
Verleihung des Maria-Theresien-Ordens während des Ersten Weltkrieges, 1918 in der Villa Wartholz, Carl von Bardolff ist oben als zweiter von rechts abgebildet.

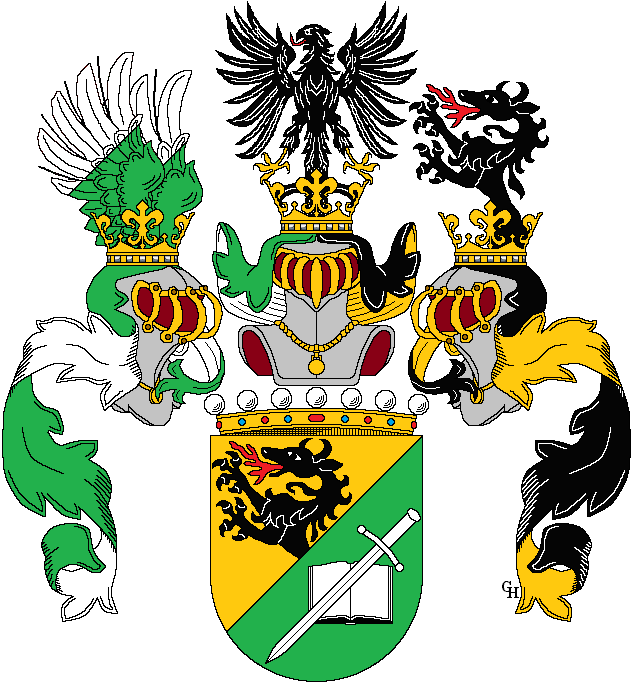
Wappen des Dr. Carl Freiherrn von Bardolff, 1918

Carl von Bardolff, 1938 oder davor

## Leben

### Ausbildung und Militärlaufbahn
Bardolff, dessen Vater bürgerlicher Hofbeamter war, besuchte von 1872 bis 1884 die Volksschule und das Humanistische Gymnasium in seiner Heimatstadt. Als Einjährig-Freiwilliger diente er vom Oktober 1884 bis September 1885 im k.u.k. Infanterie-Regiment Nr. 4 „Hoch- und Deutschmeister“ in Graz. Dabei wurde er am 1. Jänner 1885 zum Leutnant der Reserve befördert. Von Oktober 1885 bis September 1888 studierte Bardolff Jus an der Universität Graz, 1889 promovierte er. Während des Studiums trat er dem Deutschen Akademischen Gesangverein, der späteren Akademischen Sängerschaft „Gothia“ zu Graz bei.
Nach dem Studium wurde Bardolff Berufssoldat; am 1. März 1889 wurde er in den aktiven Dienst übernommen. Vorerst war er als Leutnant beim Infanterie-Regiment Nr. 27; von Oktober 1891 bis 1893 absolvierte er die Wiener Kriegsschule. Am 1. Mai 1893 zum Oberleutnant befördert, war Bardolff ab dem 1. November 1893 dem Truppen-Generalstabsdienst zugeteilt oder diente als Offizier in Generalstabsstellungen. Von November 1903 bis Oktober 1906 lehrte er Kriegsgeschichte und Strategie an der Wiener Kriegsschule. Nach weiteren Beförderungen – am 1. Mai 1904 zum Major und am 1. Mai 1908 zum Oberstleutnant – erreichte Bardolff am 1. Mai 1911 den Rang eines Obersten.
Am 1. Dezember 1911 trat Bardolff die Nachfolge von Alexander von Brosch-Aarenau an, der ihn dem Thronfolger empfohlen hatte, und diente als Flügeladjutant und Führungsoffizier in der Militärkanzlei des Erzherzogs und Thronfolgers Franz Ferdinand von Österreich-Este (seit 1913 Generalinspektor der gesamten bewaffneten Macht), der am 28. Juni 1914 bei einem Attentat in Sarajewo ermordet wurde. Bardolff war Augenzeuge des Anschlags, der etwa vier Wochen später den Ersten Weltkrieg auslöste.
Nach Auflösung der Militärkanzlei trat er einen längeren Urlaub an, bat jedoch nach der Mobilmachung Anfang August 1914 um ein Frontkommando. Bardolff wurde das Kommando über die 29. Infanterie-Brigade übertragen, die Teil von Feldmarschalleutnant Friedrich von Wodnianskys 15. Infanterietruppendivision im VI. Armeekorps von General Svetozar von Boroevic war. Am 27. September 1914 wurde er Chef des Generalstabes der 2. Armee, ab November 1915 zugleich Generalstabschef der Heeresgruppe Böhm-Ermolli. Im Jänner 1918 zum Kommandanten der gesamten österreichischen Truppen des Hinterlandes ernannt, übernahm Bardolff am 9. März 1918 als Nachfolge von Ludwig Goiginger das Kommando über die 60. Infanteriebrigade, die an der Südfront eingesetzt war.
Am 3. September 1918 wechselte Bardolff in das k.u.k. Kriegsministerium und übernahm dort die Bekleidungs- und Verpflegungssektion. Bardolff wurde während des Krieges am 1. März 1915 (Rang vom 2. März des Jahres) zum Generalmajor und am 1. Februar 1918 (Rang vom 4. März 1918) zum Feldmarschalleutnant befördert. Er erhielt den preußischen Orden Pour le Mérite; im August 1918 wurde er vom Kaiser in der Villa Wartholz mit dem Ritterkreuz des Maria-Theresien-Ordens ausgezeichnet und aufgrund der Ordensstatuten als „Freiherr von Bardolff“ geadelt.

### In der Ersten Republik
Nach dem Waffenstillstand wurde Bardolff im Jänner 1919 aus der Armee verabschiedet und trat am 1. April 1919 in Pension. Im gleichen Monat wurden in Deutschösterreich mit dem Adelsaufhebungsgesetz die Adelstitel abgeschafft.
Bardolff arbeitete zunächst als Rechtsanwaltsanwärter in Gröbming in der Steiermark; dann ab 1921, vermutlich bis 1932, als geschäftsführender Verwaltungsrat eines Industriekonzerns. Daneben war er Mitarbeiter politischer und fachlicher Zeitschriften; 1937 veröffentlichte er das Buch Deutsch-österreichisches Soldatentum im Weltkrieg.
Bardolff blieb zeitlebens Monarchist, sympathisierte aber ab den 1930er Jahren mit den Nationalsozialisten. Von 1932 bis 1937 war er Vorsitzender des „Deutschen Volksrates“ in Österreich und zugleich Obmann des Deutschen Klubs in Wien, eines Zentrums der deutschnationalen Bewegung in der Ersten Republik.

### Zeit des Nationalsozialismus
Nach dem so genannten „Anschluss“ Österreichs an das Deutsche Reich wurde Bardolff am 10. April 1938 Abgeordneter im weitgehend bedeutungslosen Reichstag. Im Handbuch des Reichstags wurde Bardolff als „parteilos“ geführt. Sein Beitritt zur NSDAP zwischen 1938 und 1940 ist wahrscheinlich, jedoch nicht gesichert nachweisbar. Schon zuvor, am 12. März 1938, war er der SA im Rang eines Oberführers beigetreten.
In der Zeit des Nationalsozialismus hatte Bardolff einige Ämter in der Wirtschaft inne:
- Mitglied im Aufsichtsrat der Berndorfer Metallwarenfabrik Arthur Krupp AG
- Mitglied im Aufsichtsrat der Felten & Guilleaume, Fabrik elektrischer Kabel, Stahl- und Kupferwerke AG in Wien
- Mitglied im Aufsichtsrat der Schoeller-Bleckmann Stahlwerke AG in Wien
- Vorsitzender des Aufsichtsrates des Wiener Radiowerks (WIRAG) (1941–1945)
- Mitglied des Aufsichtsrates der Eisenbahn Wittmannsdorf-Ebenfurth (1941–1945)

Daneben bekleidete Bardolff einige Ehrenämter; so war er Reichsehrenrichter der Deutschen Arbeitsfront (DAF), Präsident der Wiener Zweigstelle der Deutsch-Japanischen Gesellschaft und Ehrenpräsident der Deutschen Gesellschaft für Wehrpolitik und Wehrwissenschaften. Bardolff publizierte weiter zu militärischen Themen.
Am 1. August 1938 wurde Bardolff als Generalleutnant zur Verfügung der Wehrmacht gestellt und am 27. August 1939 erhielt er am Tannenbergtag den Charakter als General der Infanterie verliehen. Seine aktive Verwendung während des Zweiten Weltkriegs erfolgte jedoch nicht.

### Nach dem Zweiten Weltkrieg
Nach Kriegsende wurde Bardolff von den alliierten Besatzungsmächten und den österreichischen Behörden zeitweise inhaftiert und mit Schreibverbot belegt. Er lebte bis zu seinem Tod in Graz, das zur britischen Besatzungszone zählte.
Carl von Bardolff ist begraben auf dem Hietzinger Friedhof in Wien.

## Veröffentlichungen (Auswahl)
- Deutsch-österreichisches Soldatentum im Weltkrieg. Diederichs, Jena 1937.
- Soldat im alten Österreich. Erinnerungen aus meinem Leben. Diederichs, Jena 1938.